# Vereniging van West-Vlaamse Schrijvers
Vereniging van West-Vlaamse Schrijvers (VWS) is een literaire vereniging die als doel heeft de literatuur van West-Vlaamse auteurs te ontsluiten en ruim bekend te maken.

## Geschiedenis
Op 13 mei 1961 werd de VWS gesticht in het Hotel Portinari in Brugge door Fernand Bonneure, Paul de Wispelaere, Jaak Fontier, Marcel Matthijs, Ria Scarphout, Jan van der Hoeven, Jan Vercammen, Albert Vermeire en Staf Weyts als pluralistische vereniging, open van geest, wars van verzuiling en levensbeschouwelijke overtuigingen, ver van politiek en sociale klassen. Iedereen was welkom, zonder taboe, noch artistieke of literaire dwang. De definitie van wie een schrijver was werd zeer ruim ingevuld.
Aanvankelijk was er een zekere aversie voor een sterke organisatie. Vandaar was de VWS eerst een feitelijke vereniging met een 'raad van advies' in plaats van een bestuur en een 'praeses' in plaats van een voorzitter. Dra volstond dit niet en werd een steviger structuur nodig, als vereniging zonder winstoogmerk. De activiteiten en publicaties werden vanaf de aanvang financieel gesteund door de provincie West-Vlaanderen en dit totdat in 2014 de Vlaamse Gemeenschap de culturele bevoegdheid van de provincies afschafte, zonder de ondersteunende betoelagingen vanwege de provincies over te nemen. 
Ondanks de uitgebreide inventaris van de talrijke unieke activiteiten die door de provincies werden ondernomen, werd de politieke beslissing genomen waarbij alle gemeenschapsmateries op het gebied van cultuur, welzijn en sport aan de provincies werden ontnomen. Hun activiteiten moesten of door de gemeenten of door de Vlaamse Gemeenschap worden overgenomen. Voor activiteiten die provinciaal werkten was geen plaats meer. De Vereniging van West-Vlaamse schrijvers verloor zijn natuurlijke partner en ondersteuner. Ze moest zich voortaan op eigen kracht zien te redden. 
De activiteiten van de vereniging bestonden (bestaan) uit:
- literaire manifestaties, huldigingen en vieringen,
- vriendschappelijke bijeenkomsten en uitwisselingsbezoeken,
- contacten met de Vereniging van Vlaamse letterkundigen,
- publicaties over West-Vlaamse auteurs en literatuur in de provincie,
- vanaf 2015: het uitreiken van een jaarlijkse literatuurprijs.

## Voorzitters
- 1961-1984: Jan Vercammen
- 1984-2007: Fernand Bonneure
- 2007-2021: Jooris Van Hulle
- 2021-heden: Koen D'haene

## VWS-prijs
Sinds 2015, na het verdwijnen van de literaire prijzen die door de provincie West-Vlaanderen werden toegekend, kent de VWS jaarlijkse een literaire prijs toe aan een schrijver met wortels in of relaties met West-Vlaanderen. De prijs is een origineel beeldhouwwerk van Renaat Ramon. De uitreiking vindt telkens plaats bij de voorstelling van het nieuwe VWS-jaarboek waarin ook elk jaar een uitgebreide bijdrage over de laureaat gepubliceerd wordt.
Laureaten:
- 2015: Walter Haesaert - Uitreiking in Tielt - Jaarwerk MMXV
- 2016: Willy Spillebeen - Uitreiking in Menen - Jaarwerk MMXVI
- 2017: Luuk Gruwez - Uitreiking in Poperinge - Jaarwerk MMXVII
- 2018: Kristien Dieltiens - Uitreiking in Beernem - Jaarwerk MMXVIII
- 2019: Patrick Lateur - Uitreiking in Waregem - Jaarwerk MMXIX
- 2020: Hedwig Speliers - Uitreiking ten huize vanwege de Corona-regels - Jaarwerk MMXX
- 2021: Herman Leenders - Uitreiking in Ruiselede - Jaarwerk MMXXI
- 2022: Bart Vonck - Uitreiking in Oostende - Jaarwerk MMXXII
- 2023: Peter Terrin - Uitreiking in Roeselare - Jaarwerk MMXXIII

## Publicaties
- VWS-berichten met Raf Seys als hoofdredacteur, 1963-1965.
- Lexicon van Westvlaamse schrijvers, 6 delen, 1984-1989 (redactie Marcel Vanslembrouck), tweede aangevulde uitgave 2008-2013 (redactie Koen D'haene).
- Lexicon van West-Vlaamse beeldende kunstenaars, 7 delen, 1992-1998.
- Lexicon van de Muziek in West-Vlaanderen, 7 delen, 2000-2006.
- VWS-cahiers, 1966-2014, 283 nummers, waarin telkens een met West-Vlaanderen verbonden auteur werd belicht: romanciers, dichters, filosofen, politici, wetenschappers, liedschrijvers, kinder- en jeugdboekenauteurs. Elk cahier (48 bladzijden) bevat een inleidend essay over de auteur, een bloemlezing, illustraties, eventueel een handschrift en een uitgebreide bibliografie. Aldus werd een bibliotheek van de West-Vlaamse letteren samengesteld. De achtereenvolgende redacteurs waren Raf Seys, Hendrik Carette, Christiaan Germonpré en Koen D'haene.
- De Cahiers zijn online beschikbaar op de databank van de Erfgoedbibliotheek Hendrik Conscience.
- Monografieën, 16 delen, 1985-1993, gewijd aan 
  - Jan Schepens door Etienne Delbaere (1985)
  - Patricia Lasoen door Jooris Van Hulle (1986)
  - Fred Germonprez door Joost Strosse (1988)
  - Mireille Cottenjé door Jooris van Hulle (1988)
  - Willy Spillebeen door Koen Vermeiren (1989)
  - Mark Braet door Bart Vonck (1989)
  - Gwij Mandelinck door Rudolf Van De Perre (1990)
  - Gaston Durnez door Jooris van Hulle (1990)
  - Jaak Stervelynck door Luc Daems (1991)
  - Christine D'Haen door Jan van der Hoeven (1991)
  - André Claeys door Julien Vermeulen (1992)
  - Rudy Geldhof door Roger Arteel (1992)
  - Johan Ballegeer door Eli E. Balduck (1993)
  - Paul Brondeel door Jooris van Hulle (1993)
  - Jan van der Hoeven door Renaat Ramon (1993)
- Jaarwerk, het Jaarboek van de VWS, 2015-heden. Vanaf 2015 werden de 'Cahiers' en de 'Monografieën' opgevolgd door een 'Jaarboek', waarin naast auteursportretten diepgravende essays over aan de actualiteit gebonden thema's zijn opgenomen, evenals recensies, opvallende biografieën, opmerkelijke schrijfplannen, markante literaire gebeurtenissen. De redacteurs van het jaarboek zijn Paul Rigolle en Koen D'haene.
- De Nieuwsbrief meldt markante feiten of gebeurtenissen, recente publicaties, prijzen en wedstrijden, tentoonstellingen, literaire voorstellingen.
- Dun lied donkere draad is sinds 2018 de literaire blog van de VWS.